# Cramă (Corjeuți)
Cramă este o clădire amplasată în Corjeuți, raionul Briceni, Republica Moldova. Este un monument istoric și arhitectural de importanță națională inclus în Registrul monumentelor Republicii Moldova ocrotite de stat cu nr. 72 (raionul Briceni). Datează de la înc. sec. XIX.